# Wereldkampioenschappen schaatsen afstanden 2012 - 500 meter vrouwen
De 500 meter vrouwen op de wereldkampioenschappen schaatsen afstanden 2012 werd gereden op 25 maart 2012 in het ijsstadion Thialf in Heerenveen, Nederland.
Jenny Wolf was de titelverdedigster en won dat seizoen één wedstrijd. Yu Jing reed op de WK sprint een wereldrecord en won ook het wereldbekerklassement. Lee Sang-hwa was de derde vrouw die in het seizoen een grote 500 meter wist te winnen. Na twee omlopen was Olympisch kampioen Lee, die in beide omlopen de snelste was, ook de wereldkampioene. Yu werd tweede, Oenema derde.

## Statistieken

### Uitslag
| #      | Naam                | Land | 1e run | 2e run | Totaal |
| ------ | ------------------- | ---- | ------ | ------ | ------ |
| Goud   | Lee Sang-hwa        | KOR  | 38,03  | 37,66  | 75,690 |
| Zilver | Yu Jing             | CHN  | 38,32  | 37,80  | 76,120 |
| Brons  | Thijsje Oenema      | NED  | 38,16  | 38,12  | 76,280 |
| 4      | Heather Richardson  | USA  | 38,27  | 38,22  | 76,490 |
| 5      | Christine Nesbitt   | CAN  | 38,28  | 38,42  | 76,700 |
| 6      | Jenny Wolf          | GER  | 38,54  | 38,24  | 76.780 |
| 7      | Wang Beixing        | CHN  | 38,44  | 38,36  | 76,800 |
| 8      | Karolína Erbanová   | CZE  | 38,30  | 38,59  | 76,890 |
| 9      | Margot Boer         | NED  | 38,47  | 38,60  | 77,070 |
| 10     | Maki Tsuji          | JPN  | 38,49  | 38,62  | 77,110 |
| 11     | Judith Hesse        | GER  | 38,76  | 38,51  | 77,270 |
| 12     | Miyako Sumiyoshi    | JPN  | 38,65  | 38,77  | 77,420 |
| 13     | Laurine van Riessen | NED  | 38,89  | 38,55  | 77,440 |
| 14     | Jekaterina Ajdova   | KAZ  | 38,86  | 38,67  | 77,530 |
| 15     | Anastasia Bucsis    | CAN  | 38,76  | 38,92  | 77,680 |
| 16     | Brittany Bowe       | USA  | 39,03  | 38,85  | 77,880 |
| 17     | Olga Fatkoelina     | RUS  | 38,91  | 39,00  | 77,910 |
| 18     | Nao Kodaira         | JPN  | 38,98  | 38,94  | 77,920 |
| 19     | Zhang Hong          | CHN  | 39,04  | 38,97  | 78,010 |
| 20     | Svetlana Radkevitsj | BLR  | 39,36  | 39,02  | 78,380 |
| 21     | Shannon Rempel      | CAN  | 39,25  | 39,40  | 78,650 |
| 22     | Svetlana Kajkan     | RUS  | 39,32  | 39,43  | 78,750 |
| 23     | Kim Hyun-yung       | KOR  | 39,41  | 39,47  | 78,880 |
| 24     | Lauren Cholewinski  | USA  | 39,88  | 39,72  | 79,600 |

### Loting 1e rit
| Rit | Binnenbaan         | Buitenbaan          |
| --- | ------------------ | ------------------- |
| 1   | Lauren Cholewinski | Kim Hyun-yung       |
| 2   | Shannon Rempel     | Svetlana Radkevitsj |
| 3   | Brittany Bowe      | Jekaterina Ajdova   |
| 4   | Svetlana Kajkan    | Karolína Erbanová   |
| 5   | Judith Hesse       | Olga Fatkoelina     |
| 6   | Zhang Hong         | Anastasia Bucsis    |
| 7   | Christine Nesbitt  | Heather Richardson  |
| 8   | Miyako Sumiyoshi   | Laurine van Riessen |
| 9   | Wang Beixing       | Maki Tsuji          |
| 10  | Nao Kodaira        | Thijsje Oenema      |
| 11  | Lee Sang-hwa       | Jenny Wolf          |
| 12  | Margot Boer        | Yu Jing             |

### Ritindeling 2e rit
| Rit | Binnenbaan          | Buitenbaan         |
| --- | ------------------- | ------------------ |
| 1   | Kim Hyun-yung       | Lauren Cholewinski |
| 2   | Svetlana Radkevitsj | Svetlana Kajkan    |
| 3   | Olga Fatkoelina     | Shannon Rempel     |
| 4   | Laurine van Riessen | Zhang Hong         |
| 5   | Jekaterina Ajdova   | Brittany Bowe      |
| 6   | Anastasia Bucsis    | Nao Kodaira        |
| 7   | Jenny Wolf          | Judith Hesse       |
| 8   | Maki Tsuji          | Miyako Sumiyoshi   |
| 9   | Yu Jing             | Margot Boer        |
| 10  | Karolína Erbanová   | Wang Beixing       |
| 11  | Heather Richardson  | Christine Nesbitt  |
| 12  | Thijsje Oenema      | Lee Sang-hwa       |

1996 · 
1997 · 
1998 · 
1999 · 
2000 · 
2001 · 
2003 · 
2004 · 
2005 · 
2007 · 
2008 · 
2009 · 
2011 · 
2012 · 
2013 · 
2015 · 
2016 · 
2017 · 
2019 · 
2020 · 
2021 · 
2023 · 
2024 · 
2025